# Västmannalagen
Västmannalagen är en medeltida svensk lag som tillämpades i lagsagan för Västmanland. Den finns bevarad i tre handskrifter från 1300-talet och har stora likheter med Upplandslagen.